# Plate-forme PSA EMP2
La plate-forme PSA EMP2 (pour Efficient Modular Platform 2) est une plate-forme conçue par le Groupe PSA (devenu Stellantis en 2021). Il s'agit d'une plate-forme modulaire, utilisée par de nombreux modèles du groupe, mais également par certains modèles de ses partenaires : Opel/Vauxhall (pour les SUV et les petits utilitaires) et Toyota (pour les utilitaires). Cette plate-forme a été développée pour les véhicules des segments C (compacts) et D (familiales). Elle remplace ainsi progressivement les plates-formes PF2 et PF3 à partir de 2013.

## Histoire
La plate-forme PSA EMP2 remplace progressivement les plates-formes PF2 et PF3. Elle a été inaugurée en 2013 par les Citroën C4 Picasso II et Peugeot 308 II.
À partir de 2016, les nouveaux véhicules sur plate-forme EMP2 sont bâtis sur une version revue de cette base technique, appelée EMP2 V2 (deuxième version).
À partir de 2021, les nouveaux véhicules (hors nouveaux clones de véhicules plus anciens) bénéficient d'EMP2 V3 (troisième version).
À partir de 2023, Stellantis dévoile la plate-forme STLA Medium, qui est une grosse évolution de la plate-forme EMP2. Le premier véhicule qui a été conçu sur cette plate-forme est le Peugeot 3008 III, suivi du Peugeot 5008 III. La plate-forme est nommée en interne eVMP ou EMP2 V4 (quatrième version).

## Véhicules utilisant la plate-forme
| Marque                 | Modèle                       | Image | Années de production | Segment                    | Carrosserie(s)                                      | Production ou ventes               |
| ---------------------- | ---------------------------- | ----- | -------------------- | -------------------------- | --------------------------------------------------- | ---------------------------------- |
| Citroën                | C4 Picasso II                |       | 2013 - 2022          | Monospace compact          | Version courte (5 places) Version longue (7 places) | 500 000 (production, octobre 2017) |
| Citroën                | C5 Aircross I                |       | 2017 - 2025          | SUV compact                | SUV                                                 | 35 000                             |
| Citroën                | SpaceTourer et Jumpy III     |       | 2016 -               | Utilitaire léger           | Version utilitaire Version familiale                |                                    |
| Citroën                | Berlingo III                 |       | 2018 -               | Utilitaire léger           | Version utilitaire Version familiale                |                                    |
| Citroën                | C5 X                         |       | 2021 -               | Familiale routière         | Berline                                             |                                    |
| Citroën                | C5 Aircross II - STLA Medium |       | 2025 -               | SUV compact                | SUV                                                 |                                    |
| DS Automobiles         | DS 7 Crossback               |       | 2018 -               | SUV compact                | SUV                                                 |                                    |
| DS Automobiles         | DS 9                         |       | 2020 - 2024          | Familiale routière         | Berline                                             |                                    |
| DS Automobiles         | DS 4 II                      |       | 2021 -               | Compacte                   | Berline                                             |                                    |
| DS Automobiles         | DS N°8 - STLA Medium         |       | 2025 -               | SUV coupé                  | SUV                                                 |                                    |
| DS Automobiles         | DS N°7 - STLA Medium         |       | 2026 -               | SUV compact                | SUV                                                 |                                    |
| Fiat/Fiat Professional | Doblo III                    |       | 2022 -               | Utilitaire léger           | Version utilitaire Version familiale                |                                    |
| Fiat/Fiat Professional | Scudo III Ulysse             |       | 2022 -               | Utilitaire léger           | Version utilitaire Version familiale                |                                    |
| Lancia                 | Gamma II - STLA Medium       |       | 2025 -               | SUV                        | SUV                                                 |                                    |
| Peugeot                | 308 II                       |       | 2013 - 2021          | Compacte                   | Berline Break (SW)                                  | 1 500 000                          |
| Peugeot                | 308 III                      |       | 2021-                | Compacte                   | Berline Break (SW)                                  |                                    |
| Peugeot                | 408 II (berline)             |       | 2014 -               | Berline compacte           | Berline                                             |                                    |
| Peugeot                | 408 (crossover)              |       | 2022 -               | Crossover berline fastback | Berline                                             |                                    |
| Peugeot                | 508 II                       |       | 2018 -               | Familiale routière         | Berline Break (SW)                                  |                                    |
| Peugeot                | 3008 II                      |       | 2016 -               | SUV compact                | SUV                                                 | 700 000                            |
| Peugeot                | 4008 II                      |       | 2016 -               | SUV compact                | SUV                                                 | 51 500 (ventes, décembre 2017)     |
| Peugeot                | 5008 II                      |       | 2017 -               | SUV familial               | SUV                                                 | 90 000                             |
| Peugeot                | 3008 III - STLA Medium       |       | 2023 -               | SUV coupé                  | SUV                                                 |                                    |
| Peugeot                | 5008 III - STLA Medium       |       | 2024 -               | SUV familial               | SUV                                                 |                                    |
| Peugeot                | Traveller et Expert III      |       | 2016 -               | Utilitaire léger           | Version utilitaire Version familiale                |                                    |
| Peugeot                | Rifter et Partner III        |       | 2018 -               | Utilitaire léger           | Version utilitaire Version familiale                |                                    |
| Opel/Vauxhall          | Grandland A                  |       | 2017 - 2024          | SUV compact                | SUV                                                 | 18 700 (ventes, décembre 2017)     |
| Opel/Vauxhall          | Opel Combo D                 |       | 2018 -               | Utilitaire léger           | Version utilitaire Version familiale                |                                    |
| Opel/Vauxhall          | Zafira Life et Vivaro III    |       | 2019 -               | Utilitaire léger           | Version utilitaire Version familiale                |                                    |
| Opel/Vauxhall          | Astra L                      |       | 2021-                | Compacte                   | Berline Break (SW)                                  |                                    |
| Opel/Vauxhall          | Grandland B - STLA Medium    |       | 2024 -               | SUV familial               | SUV                                                 |                                    |
| Toyota                 | ProAce Verso et ProAce II    |       | 2016 -               | Utilitaire léger           | Version utilitaire Version familiale                |                                    |
| Toyota                 | ProAce City                  |       | 2019 -               | Utilitaire léger           | Version utilitaire Version familiale                |                                    |

## Caractéristiques techniques
La plate-forme EMP2 est conçue pour les véhicules traction. Elle dispose d'une grande modularité : elle propose trois largeurs de voie avant, cinq empattements, deux hauteurs de position de conduite, et une grande variété de modules arrière. En ce qui concerne le train arrière, la plate-forme peut être équipée d'une traverse déformable ou d'un multibras. Les porte-à-faux seraient également raccourcis. 
Selon le Groupe PSA, elle permettrait un allègement de 70 kg en moyenne sur les véhicules l'utilisant, ainsi qu'une baisse de 22 % des émissions de CO2.  
La plate-forme a été adaptée pour recevoir des motorisations hybrides rechargeables qui apporteront une transmission intégrale via l'ajout d'un moteur électrique sur chaque essieu, et ce à partir de 2019. À cette occasion, PSA fait évoluer la plate-forme en l'allégeant davantage, en la rendant plus rigide (grâce à une technique de soudo-collage), et en ajoutant un train arrière multi-bras, permettant de meilleures prestations dynamiques.